# Only Yesterday (lied)
"Only Yesterday" is een nummer opgenomen door The Carpenters. Het nummer, uitgebracht op 14 maart 1975, werd gecomponeerd door Richard Carpenter en John Bettis. "Only Yesterday" piekte op nummer vier in de Billboard Hot 100 en nummer één in de Adult Contemporary (AC) hitlijst, de elfde nummer één van de Carpenters in die hitlijst.
Cashbox noemde het een "ballad met een aanstekelijke beat" en "Karens zoete, meerstemmige zang zweeft over een dynamisch arrangement dat nog lang over de radiogolven zou moeten gonzen."
Het nummer was de twaalfde en laatste top 10-single van The Carpenters in de Billboard Hot 100 – hoewel ze daarna nog negen top 10-singles in de AC-hitlijsten zouden hebben, eindigend met nummer zeven van AC "Make Believe It's Your First Time", een paar maanden na Karens dood in 1983.
De videoclip bevat beelden van Karen en Richard aan het werk in de studio. Nadat Karen de tekst "The Promise of Morning Light" had gezongen, verdween het geluid uit de studio naar een fontein in Huntington Library Gardens in San Marino, Californië. Vervolgens bevatte het beelden van een rode maanbrug, die was afgezet voor het publiek, in de Japanse tuin van Huntington Library.